# Gerard Spruit

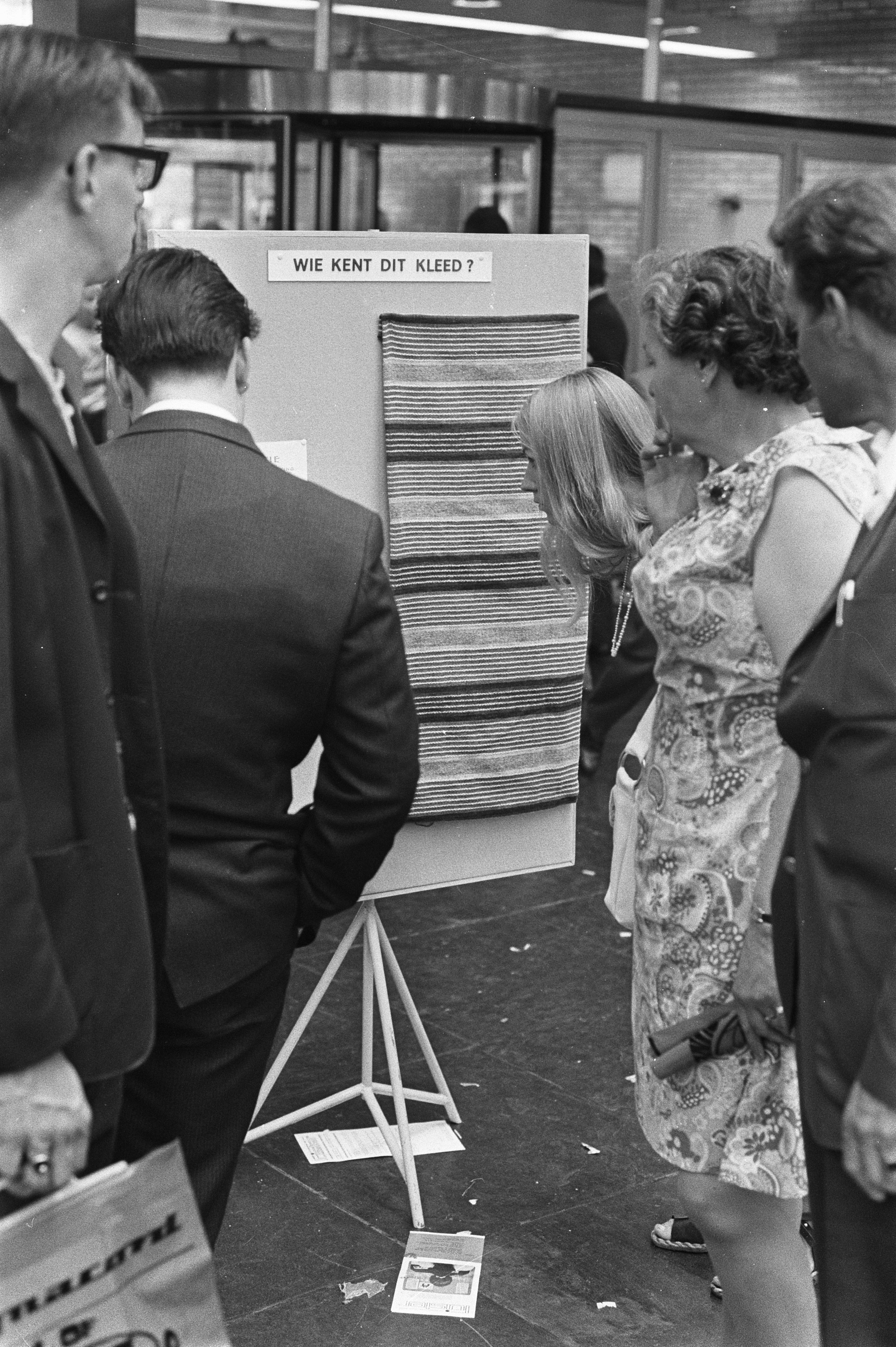
"Wie kent dit kleed?" Kopie van kleed dat werd gebruikt bij de moord op Bastiaan Bloemena.

Gerardus Cornelis Spruit (Rotterdam, 12 januari 1922 – Balkbrug, 12 december 1989) was een Nederlandse seriemoordenaar en -verkrachter.
Gerard werd geboren in Rotterdam als zoon van Gerardus Andreas Johannes Spruit en Cornelia Wilhelmina Baljet. Van zijn 15e tot zijn 17e woonde hij in een opvoedingsgesticht van de Sint-Vincentiusvereniging te Harreveld. Hierna werd hij bakker in Amsterdam. 
Spruit werd bekend als "de Donald Duck-colporteur". Hij was werkzaam in Amsterdam-Zuid als tijdschriftencolporteur. In ruil voor Donald Ducks, snoep of geld speelde hij in de jaren zestig naar eigen zeggen seksuele spelletjes met heel veel jongetjes.
Op 4 augustus 1971 lokte hij de 9-jarige Bastiaan (Basje) Bloemena mee naar zijn huis (zijn (tweede) vrouw en kinderen verbleven op een camping in Epe), misbruikte de jongen en wurgde hem. Hij liet het lijk achter op recreatiesteunpunt De Kievit bij Wilnis waar het twee dagen later door een visser werd gevonden. Het stoffelijk overschot van Bloemena was gewikkeld in een opvallend kleed waarvan er in 1966 -naar later bleek- slechts 24 waren geproduceerd door de gebroeders Van Heek te Enschede. Slechts één exemplaar daarvan was, vanwege een weeffout, in Nederland gebleven. Ondanks uitgebreide aandacht voor dit vrijwel unieke kleed in de media, werd Spruit niet ontmaskerd. Hoewel zijn echtgenote het kleed waarin het lichaam van Bloemena was gewikkeld had herkend en daarover contact wilde opnemen met de politie, wist Spruit haar daarvan te weerhouden zonder dat zij iets vermoedde.
Op 5 augustus 1974 lokte hij de 10-jarige Hélène (Heleentje) Isaac op vergelijkbare wijze mee naar zijn huis (opnieuw waren zijn huisgenoten op de camping). Thuis bleek, dat hij zich vergist had. Vanwege het jongensachtige uiterlijk van het meisje had hij haar voor een jongen aangezien. Uit woede wurgde hij haar. Haar lichaam dumpte hij bij sportpark Elzenhage in Amsterdam-Noord waar het de volgende dag werd gevonden.
Spruit werd op 8 augustus 1974 aangehouden als verdachte van het ombrengen van Isaac. Deze keer was het enkele klanten uit zijn ‘wijk’ in Amsterdam-Zuid opgevallen, dat hij op de dag van de verdwijning van Isaac enkele uren later had bezorgd dan normaal. Geconfronteerd met het hiaat in zijn tijdschema bekende hij haar om het leven te hebben gebracht. Daarna werd de link gelegd naar Bloemena en bekende hij, dat hij deze eveneens had gedood.
Zonder dat zijn gezin het wist, bleek Spruit jarenlang een dubbelleven te hebben geleid waarin hij zijn homoseksuele pedofiele neigingen angstvallig verborgen had weten te houden. Na zelf misbruikt te zijn door broeders van het St. Vincentiusgesticht in Harreveld, deed hij vanaf zijn puberteit seksuele spelletjes met jongetjes en al in 1941 werd hij tot gevangenisstraf en voorwaardelijke TBS veroordeeld wegens ‘feitelijke aanranding der eerbaarheid’. Hij had toen ontucht gepleegd met een 10-jarig jongetje. In 1952 werd hij opnieuw veroordeeld wegens seksueel misbruik van kinderen. Zelfs in 1973 was er nog aangifte tegen hem gedaan wegens ontucht met een minderjarige jongen.
Op 3 april 1975 werd Spruit (nadat levenslang voor moord aan het eind van de eendaagse rechtszaak op 20 maart 1975 was geëist) tot 20 jaar gevangenisstraf wegens doodslag veroordeeld. De rechter achtte TBS niet op zijn plaats, maar stelde wel, dat Spruit ‘te zijner tijd’ zou kunnen worden overgeplaatst naar een meer op verpleging gerichte inrichting, hetgeen al gebeurde in september 1976. Nadat hij twee derde deel van zijn gevangenisstraf had uitgezeten, dit was op 7 december 1987, werd bepaald dat Spruit niet in aanmerking kwam voor de gebruikelijke vervroegde invrijheidstelling. Hij werd ‘onverminderd delictgevaarlijk’ geacht. Ook op 11 december 1989 werd besloten om Spruit niet vervroegd in vrijheid te stellen. Op 12 december 1989, de dag na de bekendmaking van deze beslissing, pleegde hij zelfmoord in de Rijksinrichting Veldzicht te Balkbrug, Overijssel.
Spruit werd begraven op de begraafplaats St. Vitus naast de rooms-katholieke kerk te Dedemsvaart.

## In de media
- In het boek Een moord kost meer levens van Peter R. de Vries, dat verscheen in 1994 en dat gaat over het leven van Paul Spruit, Gerards zoon, komt het leven van Gerard Spruit uitgebreid aan de orde.

- Zowel het stripverhaal als de film Toen we van de Duitsers verloren van Guido van Driel, is losjes gebaseerd op de vermissing van Heleentje. Guido van Driel zou bovendien een klasgenoot van haar zijn geweest.